# 로런 알레이나
로런 알레이나(Lauren Alaina, 1994년 11월 8일 ~ )는 미국의 컨트리 가수로, 《아메리칸 아이돌 시즌 10》의 준우승자이다.

## 음반 목록
- Wildflower (2011)
- Road Less Traveled (2017)